# Las Heras megye
Las Heras egy megye Argentína nyugati részén, Mendoza tartományban. Székhelye Las Heras.

## Népesség
A megye népessége a közelmúltban a következőképpen változott:
| Év   | Lakosság |
| ---- | -------- |
| 2001 | 182 386  |
| 2010 | 203 666  |